# يوشياكي يوشيمي
يوشياكي يوشيمي (باليابانية: 吉見義明؛ بالكانا: よしみ よしあき) هو مؤرخ ياباني، ولد في 1946 في ياماغوتشي في اليابان.